# Antelmia
Antelmia är ett släkte av skalbaggar. Antelmia ingår i familjen vivlar.
Kladogram enligt Catalogue of Life:
| Antelmia | \| \| Antelmia viridissima \| \| \| \| |
|          | \| \| Antelmia viridissima \| \| \| \| |
|          | Antelmia viridissima                   |
|          |                                        |